# أنا متحمس جدا
أنا متحمسٌ جداً (بالإنجليزية: I'm So Excited)‏ هو فيلم كوميدي إسباني أُصدر سنة 2013. الفيلم من كتابة وإخراج بيدرو المودوفار.

## الممثلون والشخصيات
- خافيير كامارا (بدور: جوسيرا)
- أنطونيو دي لا توري (بدور: أليكس اسيرو)
- راؤول أريفالو (بدور: أولوا)
- كارلوس أريسيس (بدور: فياردو)
- هيوغو سيلفا (بدور: بينيتو مورون)
- لولا دوينياس (بدور: برونا)
- سيسيليا روث (بدور: نورما بوس)

## الميزانية والإيرادات
حقق أرباحاً تقدر بـ 11,649,332 دولار.

## وصلات خارجية
- أنا متحمس جدا على موقع IMDb (الإنجليزية)
- أنا متحمس جدا على موقع ميتاكريتيك (الإنجليزية)
- أنا متحمس جدا على موقع الموسوعة البريطانية (الإنجليزية)
- أنا متحمس جدا على موقع روتن توميتوز (الإنجليزية)
- أنا متحمس جدا على موقع ألو سيني (الفرنسية)
- أنا متحمس جدا على موقع Turner Classic Movies (الإنجليزية)
- أنا متحمس جدا على موقع أول موفي (الإنجليزية)
- أنا متحمس جدا على موقع بوكس أوفيس موجو (الإنجليزية)
- أنا متحمس جدا على موقع فيلمافينيتي (الإسبانية)
- أنا متحمس جدا على موقع قاعدة بيانات الأفلام السويدية (السويدية)

1. ↑  "معلومات عن أنا متحمس جدا على موقع cinema.de". cinema.de.
2. ↑  "معلومات عن أنا متحمس جدا على موقع metacritic.com". metacritic.com. مؤرشف من الأصل في 2020-11-19.
3. ↑  "معلومات عن أنا متحمس جدا على موقع cnc.fr". cnc.fr.